# Li Yanfu
Li Yanfu (ur. 1 lipca 1975) – chińska judoczka.
Zajęła trzecie miejsce w drużynie na mistrzostwach świata w 1998. Startowała w Pucharze Świata w 1998. Złota i srebrna medalistka mistrzostw Azji w 1997 roku.